# تیم ملی والیبال مردان جمهوری چک
تیم ملی والیبال مردان جمهوری چک یک تیم والیبال متشکل از مردان والیبالیست کشور جمهوری چک است که به نمایندگی از این کشور در میدان‌ها بین‌المللی حاضر می‌شود. این تیم در مسابقات اروپایی ۳ دوره قهرمان شده‌است.